# Vagnretur
Vagnretur (efter engelskans carriage return, förkortat CR) avsåg ursprungligen den mekanism på en skrivmaskin som återställer skrivläget till textradens början. Vagnretur verkställs med en vid maskinens vänstra sida placerad spak som i de flesta fall även ser till att flytta skrivläget till nästa rad.
Ordet har delvis levt kvar för datorer, men vanligen kallas motsvarande tangent enter (från engelskan), retur eller returtangent, efter engelskans return. Den används främst vid fast radbyte i textbehandling och för bekräftelser. Särskilt på äldre tangentbord kunde returtangenten och entertangenten ha olika funktion, där enter användes för att bekräfta data i ett fält.

## Radmatning på skrivmaskin

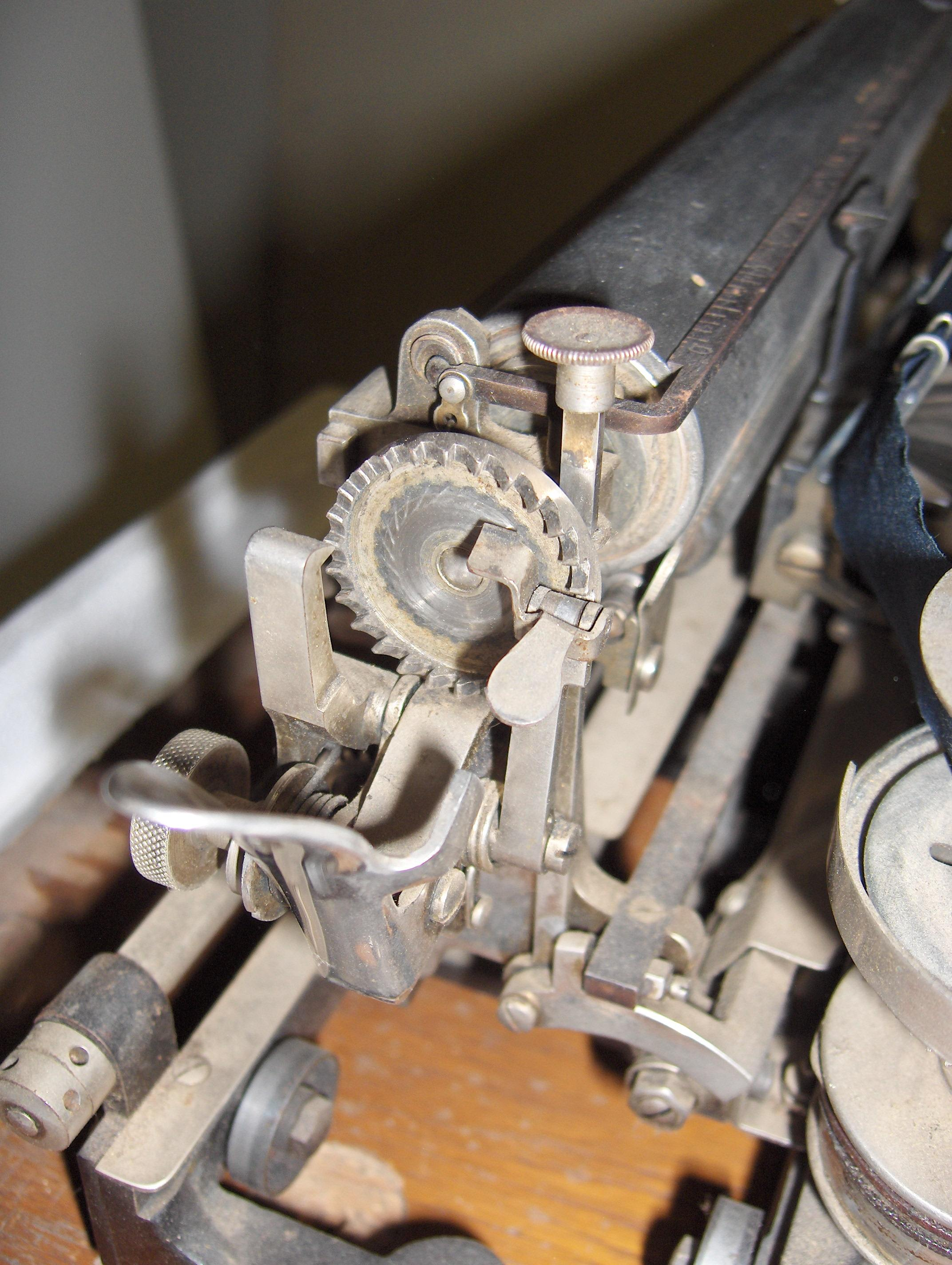
Radmatningsfunktionen i en Adler-maskin.

Med en liten inställningsspak kan man reglera hur stort radmellanrummet blir. Avståndet mellan två skrivrader kallas höjdsteg. Förflyttningen styrs av ett litet kugghjul vid valsens ände. Normalavståndet är två kuggar, som i dagligt tal oegentligt kallas "två halvkuggar". Den lilla inställningsspaken har vanligen tre inställningslägen märkta 1, 1 1/2 och 2 motsvarande normalt radavstånd, något ökat radavstånd och dubbelt radavstånd (ibland förekommer 1, 1 ½, 2, 2 ½ och 3). Det med den lilla spaken förinställda värdet – nedsteget – utförs var gång vagnreturspaken används. Genom manuell vridning av valsen en "halvkugg" (egentligen en hel kugg, rent mekaniskt) uppåt eller nedåt åstadkommes exponenter och index.
För att ge jämn vänster och någorlunda jämn högerkant på texten finns särskilda margstoppar mellan vilka vagnen kan förflyttas. På en mekanisk skrivmaskin hörs ett "pling" från en liten klocka, när raden närmar sig sitt slut, och man har några teckens utrymme för att skriva färdigt ett påbörjat ord, eller eventuellt infoga ett bindestreck. Om man försöker skriva något utöver den frist (8-10 breddsteg) som ges efter radgränsklockans signal, blockeras ytterligare tangentnedtryckningar. Situationen kan då räddas genom tryck på margfrigöraren, som därvid upphäver blockeringen av tangenterna, varefter man kan avsluta ordet med ytterligare tecken i det utrymme på papperet som egentligen skulle utgöra högermarginalen. Därefter för man tillbaka vagnen till vänsterkanten och skrivningen kan fortsätta.

## Elektrisk skrivmaskin
Så kallade elektriska skrivmaskiner (som egentligen är elektromekaniska – själva skrivmekanismen är fortfarande helt mekanisk, men en liten elektrisk motor hjälper skribenten att med liten ansträngning styra det tunga maskineriet) införde en tryckknapp (tangent) för vagnretur, märkt med symbolen  ↵  (en pil som visar skrivlägets förflyttning, U+23CE) eller texten RETURN (efter engelska carriage return). Tryck på den tangenten medför vagnretur och ny rad.
På denna sorts maskiner finns det behov att även göra vagnretur utan radbyte, exempelvis vid understrykning av hela eller del av raden. Därför finns det på dessa maskiner dessutom en tangent märkt med symbolen  ←  som ger vagnretur utan radbyte. På mekaniska skrivmaskiner kan man helt enkelt skjuta valsen bakåt för hand.

## Retur på datorer

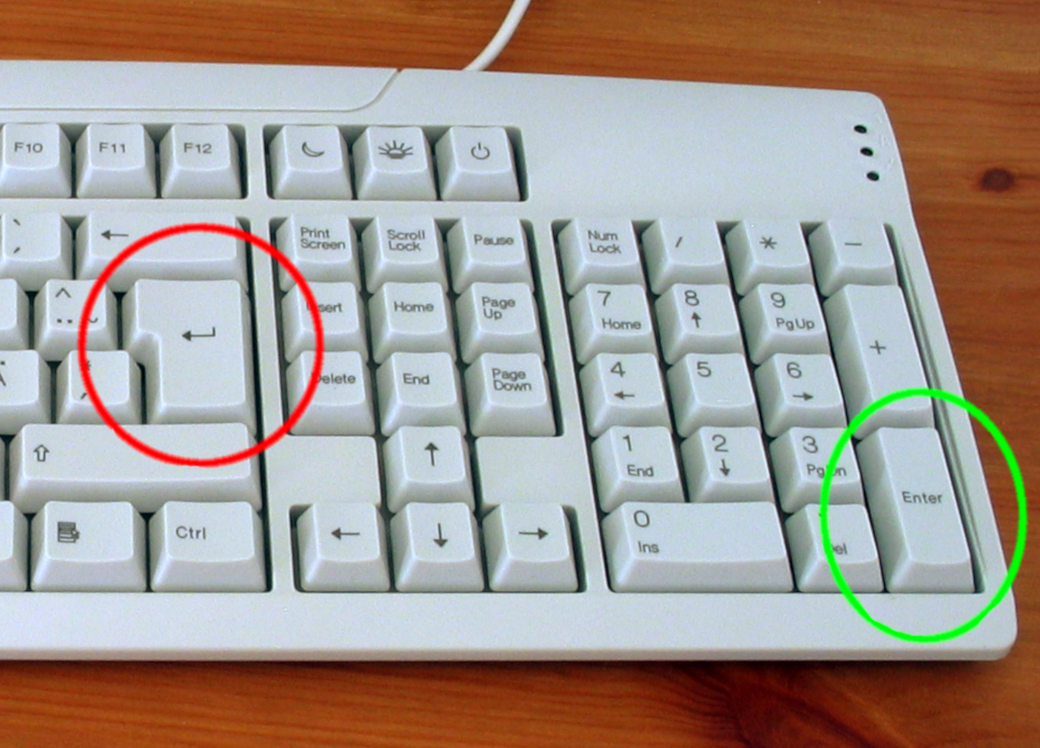
Returknappen i röd ring och enterknappen i grön på ett tangentbord till bordsdator.

Fram tills terminaler med videoskärmar blev vanliga fungerade de flesta terminaler som elektriska eller elektroniska skrivmaskiner kombinerade med någon typ av anslutning till datorn. För dessa hade ASCII-tecknen för vagnretur (CR) och nyrad (LF) samma betydelse som på en skrivmaskin. Förutom att funktionerna kunde användas separat var det nyttigt att använda en kombination på två tecken för att ge maskinen tillräcklig tid att utföra operationen (kommunikationshastigheten motsvarade en handfull tecken per sekund).
När klassisk maskinskrivning ersattes av ordbehandling på dator följde funktionen med och returtangenten, som den brukar kallas, fick fler funktioner i andra sammanhang i datorgränssnittet. Exempelvis används RETUR för att bekräfta (verkställa) en inmatning eller acceptera ett av datorn framlagt förslag. I detta utökade användningsområde (som förekom redan på tidiga terminaler) dök den engelska benämningen enter upp. 
På tidiga hemdatorer (såsom ABC 80) kunde tangentbordets returtangent vara märkt READY eller RDY.
När tangenterna på tangentborden blev fler införde man en skild enter-tangent vid det numeriska tangentbordet längst till höger, medan returtangenten fanns kvar strax till höger om bokstäverna. I många sammanhang har retur- och entertangenten samma funktion, men inte alltid. De flesta tangentbord ger olika signaler till operativsystemet för de två tangenterna och kan därmed användas för olika ändamål. Exempelvis ger "Vagnretur" (engelska: "Enter") i layoutprogrammet QuarkXPress ett nytt textstycke, medan "Enter" (engelska: "Keypad Enter") flyttar markören till ny textspalt.
Inom datakommunikation uppträder vagnretur som ett styrtecken, ofta betecknat CR, Carriage Return (position 13dec = 0Dhex i ASCII, ISO 8859, Unicode med flera). Detta styrtecken var ursprungligen avsett för att påverka skrivare, och kombinerades med det radframmatande styrtecknet LF, Line Feed (ASCII 10dec), för att erhålla avsedd effekt (återgång av skrivhuvudet till utgångsläge plus ny rad). Kombinationen CR+LF används för att beteckna ny rad i de flesta internetprotokoll. I lagrade textdokument är det inte lika naturligt att det ska behövas två styrtecken för att avsluta en rad, eftersom en återgång till början på raden utan radframmatning innebär överlagring. Radslutets representation i textdokument varierar mellan olika operativsystem och tillämpningsprogram; Windows använder CR+LF, unixliknande system använder LF och Mac OS Classic (före OS X) använde CR.
Denna avsaknad av standard ger ibland upphov till oönskade resultat när datorskrivaren, dess drivrutin och själva datorprogrammet tolkar signalen vagnretur olika.